# Ein Schloß am Wörthersee
Ein Schloß am Wörthersee (« Un château sur le Wörthersee » en français) est une série télévisée germano-autrichienne de 34 épisodes diffusée de 1990 à 1993 sur RTL Television.

## Synopsis

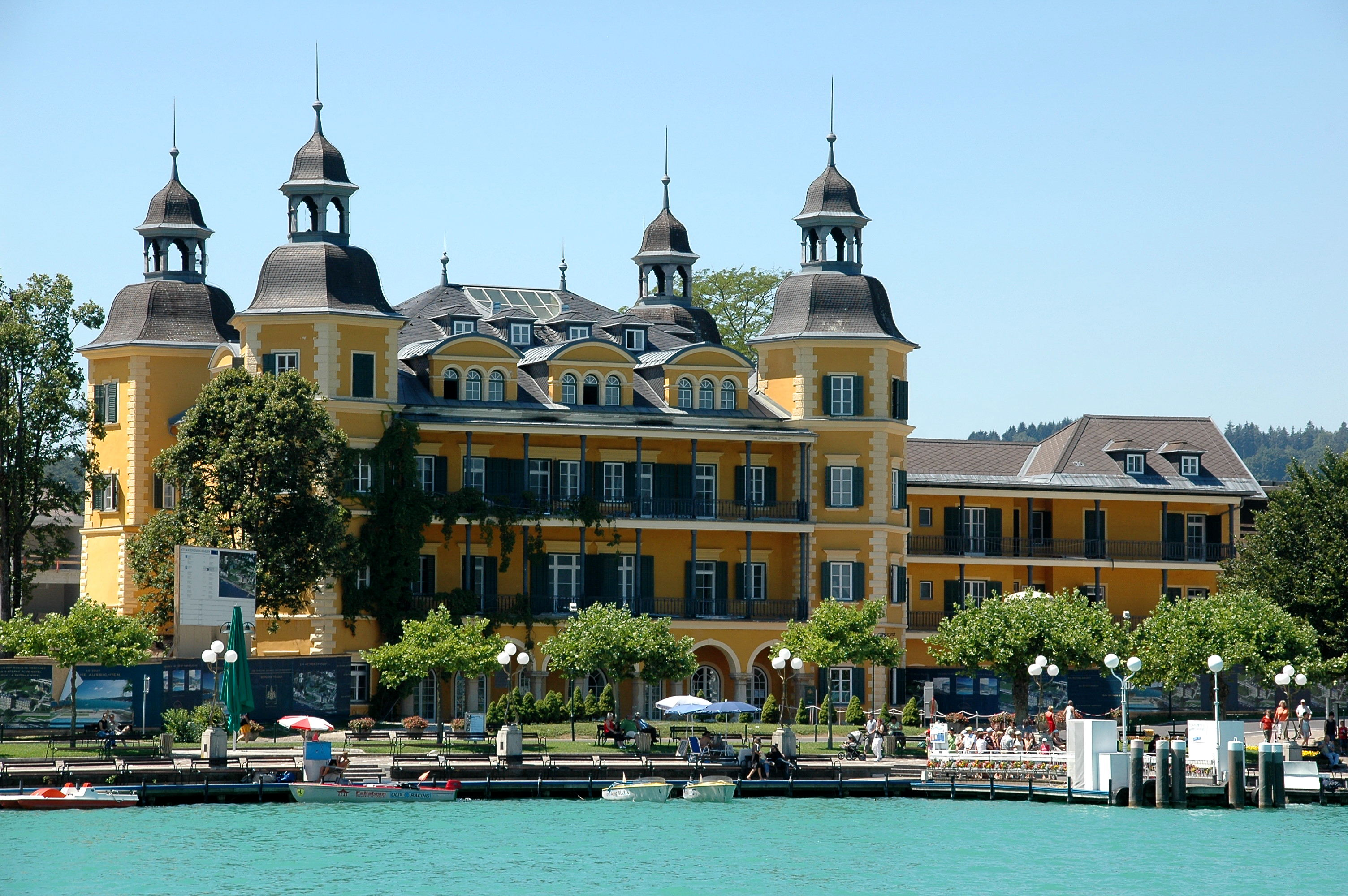
Château de Velden (en 2006).

Lennie Berger hérite de son oncle un hôtel, le Château Velden, et souhaite le moderniser fortement. Il rencontre une résistance dans un premier temps du personnel de l'hôtel donnant sur le Wörthersee, notamment de Reiner Janssen, le directeur de l'hôtel, qui voit Berger comme un concurrent. Janssen accepte de prendre le même poste dans l'hôtel concurrent, le Karnerhof. Ida Jellinek, une femme de chambre, accepte le projet de Casino Velden après s'être amourachée de Berger. Au fil du temps, de l'histoire d'amour sérieuse entre les deux, seul l'ancien maîtresse de Berger, Krista Springer, tente de s'interposer entre eux. La nouvelle directrice Anja Weber quitte plus tard Velden aussi pour le Karnerhof, donc Berger est progressivement sans directeur.
Berger commence la reconstruction de l'hôtel. Krista Springer, qui possède une agence de voyages, fait pression dès l'ouverture de la saison sur la banque car la situation financière de l'hôtel est plutôt mauvaise. Berger est trop occupé par son travail et néglige Ida, avec qui il est maintenant engagé. Elle se détourne de lui et rencontre un homme d'affaires français André Blondeau, qui tombe amoureux d'elle. Max, le fils de Berger issu de son premier mariage, revient vivre vers son père.
Lennie Berger meurt brusquement, Max hérite de l'hôtel. Mais celui-ci est mineur. C'est donc l'ancienne femme de Berger, Elke, qui doit gérer l'hôtel dont les travaux sont achevées seulement à moitié. Elle est aidée par son frère Leo Laxeneder, plutôt simple d'esprit. Mais il faillit perdre l'hôtel face à l'ignoble homme d'affaires Thomas Kramer. Elke fait de l'hôtel un hôtel de luxe, le Park’s.

## Distribution
- Roy Black : Lennie Berger (Saison 1–2)
- Julia Biedermann : Ida Jellinek (Saison 1–2)
- Manfred Lehmann (de) : Reiner Janssen (Saison 1)
- Pierre Brice : André Blondeau (Saison 2–3)
- Uschi Glas : Elke Berger (Saison 3)
- Christine Schuberth : Ulla Wagner (Saison 1–3)
- Andrea Heuer (de) : Anja Weber (Saison 1–3)
- Julia Kent (de) : Krista Springer (Saison 1–3)
- Otto W. Retzer (de) : Josip (Saison 1–3)
- Adi Peichl (de) : Malek (Saison 1–3)
- Alexander Bouymin : Max Berger (Saison 2–3)
- Helmut Fischer (de) : Leo Laxeneder (Saison 3)
- Henry van Lyck : Thomas Kramer (Saison 3)

### Guest stars
Dans la série, de nombreuses célébrités allemandes, autrichiennes ou américaines, acteurs, musiciens et présentateurs font des apparitions : Marijke Amado,
Wolfgang Ambros, 
Eddi Arent, 
Jochen Busse, 
David Cassidy, 
Dennie Christian, 
Hans Clarin, 
Drafi Deutscher, 
Fritz Eckhardt,
Falco, 
Ottfried Fischer,
Herbert Fux,
Linda Gray, 
Nina Hagen, 
Larry Hagman,
Jörg Haider, 
Udo Jürgens, 
Harald Juhnke, 
les sœurs Kessler, 
Hildegard Knef, 
Dagmar Koller,
Ossy Kolmann, 
Hansi Kraus, 
Peter Kraus, 
Mike Krüger, 
Zachi Noy, 
Thommi Ohrner, 
Gunther Philipp, 
Telly Savalas, 
Werner Schulze-Erdel, 
Georg Thomalla, 
Klausjürgen Wussow und
Albin Berger

## Autour de la série
- Le tournage a eu lieu au Schloss Velden (de), à Velden am Wörther See.
- De nombreux placements de produits ont été réalisés dans la série.